# Heiko Herrlich
Heiko Herrlich (Mannheim, 3 december 1971) is een Duits voetbalcoach en voormalig voetballer.

## Spelerscarrière
Herrlich speelde bij drie clubs: Bayer Leverkusen, Borussia Mönchengladbach en Borussia Dortmund. Tussen 1989 en 2004 speelde hij 258 wedstrijden in de Bundesliga en maakte 76 doelpunten. Hij won in 1993 en 1995 de beker en in 1996 en 2002 het landskampioenschap. In 1997 Herrlich won de Champions League met Dortmund.
Herrlich debuteerde op 29 maart 1995 in het Duits voetbalelftal tegen Georgië. Hij maakte in zijn tweede interland tegen Wales op 26 april 1995 zijn eerste en enige doelpunt in het nationale elftal, de 1–1.

## Trainerscarrière
Herrlich begon in 2005 als trainer in de jeugd van Dortmund. In 2007 werd hij trainer van het Duits voetbalelftal onder 17 en later van het Duits voetbalelftal onder 19. In 2009 werd Herrlich hoofdtrainer van Bochum in de Bundesliga en degradeerde naar de 2. Bundesliga. In 2011 werd hij voor een seizoen hoofdcoach van Unterhaching in de 3. Liga. Tussen 2013 en 2015 trainde hij de jeugd van Bayern München.
Herrlich werd in januari 2016 aangesteld als trainer van Jahn Regensburg in de Regionalliga Bayern, waar hij Christian Brand opvolgde. Hij promoveerde in dat seizoen naar de 3. Liga. In het seizoen 2016/17 behaalde hij met de club de derde plaats en dwong via de play-offs promotie naar de 2. Bundesliga af.
Herrlich keerde vervolgens in juni 2017 terug bij Bayer Leverkusen, ditmaal als hoofdtrainer. In december 2018 werd hij vanwege een matig tactisch beleid en tegenvallende resultaten ontslagen en vervangen door Peter Bosz. De oud-aanvaller werd in maart 2020 aangesteld als hoofdtrainer van FC Augsburg, waar hij de ontslagen trainer Martin Schmidt opvolgde. Augsburg stond op dat moment op de 14e plaats in de Bundesliga. In mei 2020 brak hij een naar aanleiding van het coronavirus opgelegde regel: hij verliet het spelershotel om tandpasta te gaan kopen. Hierdoor miste hij de eerste wedstrijd na de lockdown, die met 1-2 werd verloren van Wolfsburg. Een week later, toen hij wel weer aanwezig mocht zijn, werd de valse start weggespoeld met een 0-3 zege op Schalke. Op 26 april 2021 werd hij ontslagen.